# Seattle Post-Intelligencer

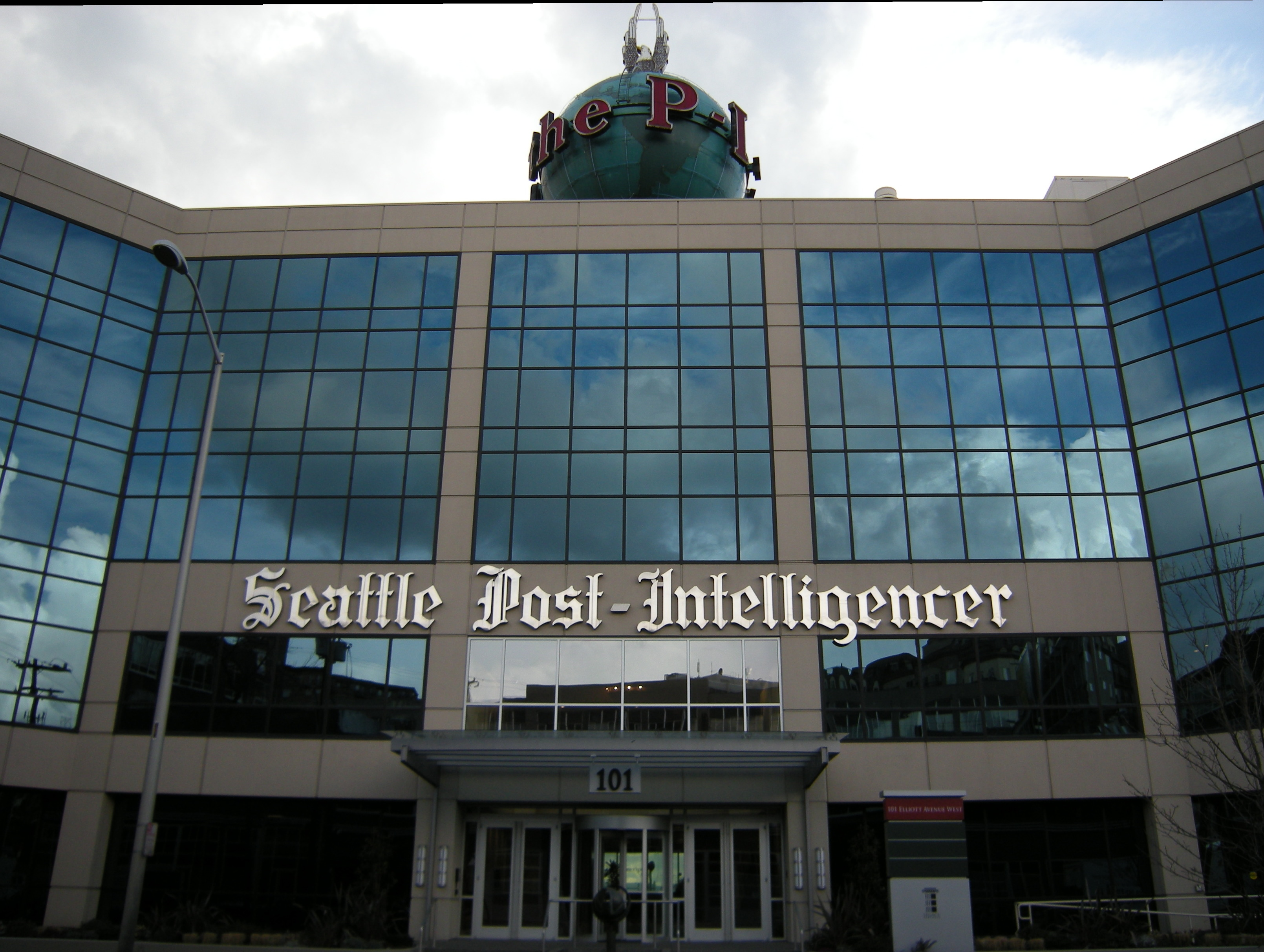
Gebäude der Redaktion in Seattle, auf dem Dach der charakteristische P-I Globe

Der Seattle Post-Intelligencer (Kurzform: P-I) ist eine im Internet erscheinende Tageszeitung aus Seattle im US-Bundesstaat Washington. Die Zeitung wurde erstmals 1863 herausgegeben und ist damit die älteste Zeitung von Seattle. Seit 1921 befindet sich das Unternehmen im Besitz der Hearst Corporation. Nach anhaltenden finanziellen Verlusten und vergeblichen Versuchen, einen Käufer für die Zeitung zu finden, wurde die Printausgabe eingestellt. Die letzte Ausgabe erschien am 17. März 2009. Damit verbleibt in Seattle nur noch die Seattle Times als täglich erscheinende Tageszeitung. 

## Geschichte

### Gründungszeit und Fusionen
Die Ursprünge des Post-Intelligencer liegen in der erstmals am 10. Dezember 1863 publizierten Seattle Gazette. Die vierseitige Wochenzeitung wurde von James R. Watson herausgegeben, der im selben Jahr mitsamt seiner Druckerpresse, einer Ramage Model No. 913, aus Olympia nach Seattle gezogen war. Die besagte Presse war etwa 40 Jahre zuvor in Philadelphia gebaut worden und zunächst nach New York verschifft worden. Später kam sie nach Mexiko, wo sie zum Drucken von Regierungserlassen genutzt wurde. Nach dem Mexikanisch-Amerikanischen Krieg gelangte sie in private Hand und diente vor ihrer Zeit in Seattle auch in Monterey (Zeitung Californian, 1846), San Francisco (Star, 1847), Portland (The Weekly Oregonian, 1850) und Olympia (Columbian, 1852) dem Druck der jeweils ersten Zeitung dieser Städte.
Nach Anlaufschwierigkeiten und mehreren Namens- und Besitzerwechseln gelangte das Blatt im Jahr 1867 in den Besitz von Samuel L. Maxwell, der für Druckerpresse, Abonnentenliste und andere Vermögensgegenstände 300 Dollar bezahlte. Die nun auf acht Seiten erweiterte Zeitung benannte er in Weekly Intelligencer um. Sieben Jahre später verkaufte er sie für 3000 Dollar an seinen Redakteur (und Schwager) David Higgins. 
Higgins kaufte eine neue Druckerpresse und spendete die alte Druckmaschine später der University of Washington. Er begann 1876, den Intelligencer als Tageszeitung und als Morgenausgabe herauszugeben. Im Jahr 1878 verkaufte er den Daily Intelligencer für 8000 Dollar an seinen Redakteur Thaddeus Hanford weiter. Mittlerweile verfügte Seattle über drei Zeitungen. Hanford erwarb zunächst die andere Tageszeitung, den Puget Sound Dispatch, und kurz darauf auch die Wochenzeitung Pacific Tribune. Er geriet jedoch in finanzielle Schwierigkeiten und verkaufte 1879 die Hälfte seines Anteils am Intelligencer an den ehemaligen Besitzer der Pacific Tribune, Thomas W. Prosch. Aufgrund fortgesetzter Schwierigkeiten verkaufte Hanford seinen Anteil von 50 % schließlich an den Redakteur Samuel Crawford. 
In der Zwischenzeit, im Oktober 1878, war eine neue Zeitung namens The Post auf den Markt gekommen, gegründet durch Kirk C. und Mark Ward und finanziert durch den späteren Bürgermeister John Leary. Die Zeitung hatte sich mit dem Bau ihres 30.000 Dollar teuren, dreistöckigen Backsteingebäudes übernommen. Daher beschlossen Leary und die anderen Kapitalgeber der Post, mit dem ebenfalls gebeutelten Intelligencer zusammenzugehen. Der erste Post-Intelligencer erschien am 3. Oktober 1881. Kirk C. Ward ging jedoch eigene Wege und gründete den The Seattle Daily Chronicle, den Vorläufer des späteren großen Rivalen Seattle Times.

### 20. Jahrhundert
Bis zur Jahrhundertwende hatte die Zeitung bereits 15 verschiedene Besitzer und fast ebenso oft wurde ihr Name geändert. Im Jahr 1911 betrug die Auflage 31.000. William Randolph Hearst übernahm die Zeitung im Jahr 1921, zunächst nur heimlich über einen Mittelsmann, und beendete damit die Zeit der häufigen Besitzerwechsel. Bis heute befindet sie sich im Besitz der Hearst Corporation. Zu diesem Zeitpunkt hatte der Post-Intelligencer eine Auflage von 62.000 (Sonntagsausgabe 138.600), die Times kam auf 56.600 (Sonntagsausgabe 84.000). Hearst richtete die Zeitung konservativ aus und unterstützte bei den Präsidentenwahlen von 1924 und 1928 jeweils die republikanischen Kandidaten. In der Großen Depression hingegen schwenkte er 1932 auf den demokratischen Kandidaten, Franklin D. Roosevelt, um. Bei Roosevelts zweiter gewonnener Präsidentenwahl 1936 wurde die Zeitung gerade durch die frisch gebildete American Newspaper Guild bestreikt und konnte fast vier Monate lang nicht erscheinen. Dies markierte den ersten großen Ausfall des Blattes – selbst beim großen Stadtbrand im Jahr 1889 war die Zeitung ohne Unterbrechung erschienen, obwohl das Gebäude des Post-Intelligencer dabei komplett ausgebrannt war.
Nach der Einstellung des Seattle Star im Jahr 1947 gab es in Seattle nur noch zwei Tageszeitungen. 
Seit 1983 hatten der Post-Intelligencer und die Seattle Times ein Joint Operating Agreement nach dem Newspaper Preservation Act von 1970, der es Zeitungen zugunsten der Medienvielfalt im Widerspruch zu Anti-Trust-Gesetzen ermöglicht, bestimmte Geschäftsbereiche gemeinsam zu regeln. So lagen Werbung, Produktion, Marketing und Vertrieb beider Zeitungen bei der Seattle Times Company, die Kosten wurden geteilt. Die Redaktionen der Blätter waren hingegen strikt getrennt. Außerdem gab es eine gemeinsame Sonntagsausgabe. 
Der Karikaturist David Horsey gewann 1999 und 2003 den Pulitzer-Preis. 
Im Jahr 2003 versuchte die Times, das Joint Operating Agreement zu kündigen. Die Zeitungen beschuldigten sich gegenseitig, den jeweils anderen aus dem Geschäft drängen zu wollen. Nach mehreren Prozessen wurde die Angelegenheit erst 2007 beigelegt.

### Verkaufspläne und Einstellung der Printausgabe
Anfang Januar 2009 stellte die Hearst Corporation die Zeitung zum Verkauf. Steven Swartz, dem Leiter der Zeitungsabteilung von Hearst zufolge, schreibt die Zeitung seit 2000 jedes Jahr rote Zahlen. So verlor sie im Jahr 2008 14 Millionen Dollar, die Auflage ging von 196.000 im Jahr 1998 auf 118.000 im Jahr 2008 zurück. Angesichts der US-Zeitungskrise und der Finanzkrise im Allgemeinen waren die Erwartungen von Analysten gering, dass ein Käufer gefunden werden würde. Einen Verkauf an die Seattle Times hatte Hearst kategorisch ausgeschlossen. 
Da innerhalb der festgelegten 60 Tage kein Käufer gefunden werden konnte, stellte Hearst die gedruckte Ausgabe Mitte März 2009 ein: Die letzte Ausgabe erschien am 17. März 2009. Gemeinsam mit Denver, wo Ende Februar die Zeitung The Rocky Mountain News eingestellt wurde, war Seattle eine der kleinsten Städte in den USA mit noch zwei verbliebenen großen Tageszeitungen. Die Zeitung soll mit stark reduzierter Mitarbeiterzahl (von 165 auf 20) als Onlineausgabe weitergeführt werden. Das Joint Operating Agreement mit der Times fällt durch die Aufgabe des Printgeschäfts weg, sodass 20 Mitarbeiter zur Anzeigenwerbung neu eingestellt werden sollen.

## P-I Globe

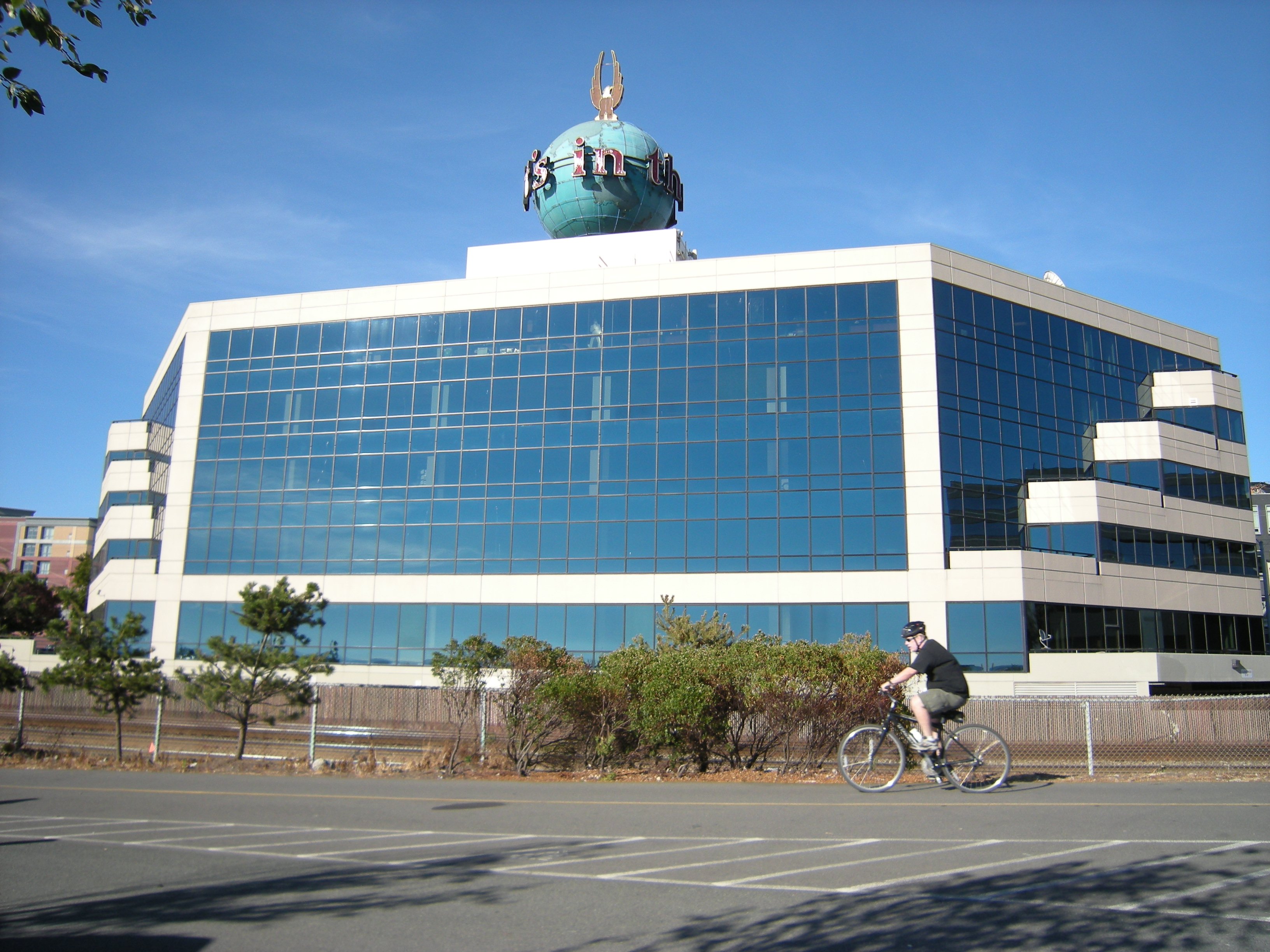
Hauptgebäude mit dem P-I Globe

Eines der Wahrzeichen von Seattle ist der 18,5 t schwere und mehr als 9 m hohe Neon-Globus auf dem Dach des Hauptgebäudes des Post-Intelligencer. Darauf finden sich die Worte It's in the P-I (deutsch: „Es ist im P-I“), die um den Globus rotieren. Auf dem Globus sitzt ein Adler mit nach oben gestreckten Flügeln. 
Der charakteristische Globus dient der Zeitung seit 1948 als Logo. In einem Leserwettbewerb zur Suche nach einem neuen Logo setzte sich unter 350 Teilnehmern Jakk Corsaw, ein Kunststudent an der University of Washington, mit seinem Entwurf durch. Für 26.000 Dollar errichtet, schmückt er seit dem 9. November 1948 das Dach des Hauptgebäudes und wurde beim Umzug 1986 auf das Dach des neuen Gebäudes gesetzt. Das Logo wurde in der Titelzeile der Zeitung verwendet und findet sich auch auf der Website. 

## Belege
1. ↑  seattlepi.com history. Seattle Post-Intelligencer, abgerufen am 17. März 2009.
2. 1 2  Seattle Post-Intelligencer publishes its final edition on March 17, 2009. Seattle Post-Intelligencer, abgerufen am 19. März 2009
3. ↑  Richard Pérez-Peña:  Hearst Looks to Sell, or Close, Seattle Paper In: The New York Times, 9. Januar 2009
4. ↑  Seattle Paper Shifts Entirely to the Web. William Yardley, Richard Pérez-Peña. In: The New York Times, 16. März 2009
5. ↑  Erik Lacitis: The P-I's globe will keep on spinning. In: The Seattle Times, 17. März 2009